# パーヴェル・ストロガノフ

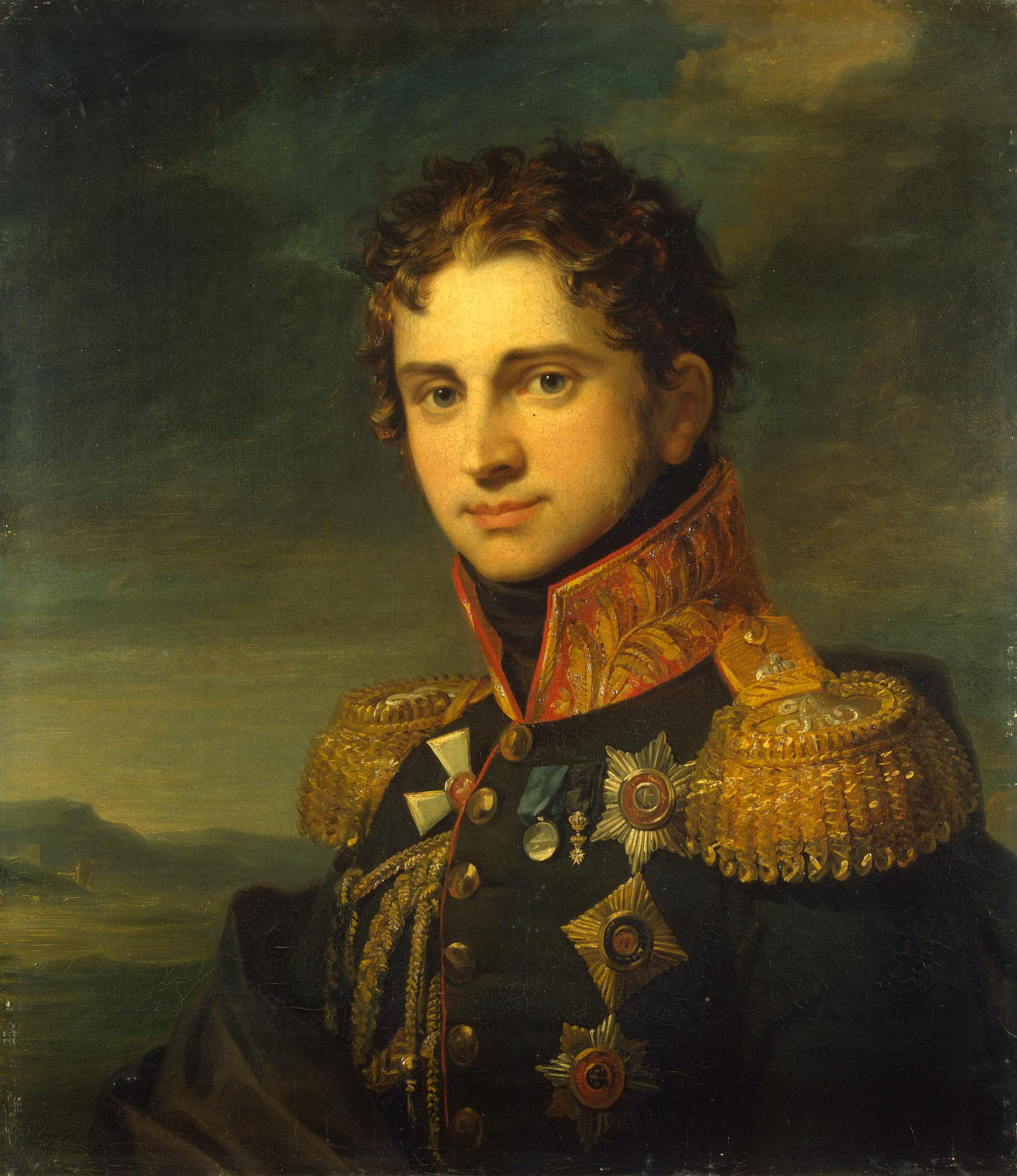
パーヴェル・ストロガノフ

パーヴェル・アレクサンドロヴィチ・ストロガノフ伯爵（ロシア語:Павел Александрович Строгановパーヴィル・アリクサーンドラヴィチ・ストローガナフ；ラテン文字転写:Pavel Alexandrovich Stroganov, 1774年6月7日 - 1817年6月10日）は、帝政ロシアの貴族、軍人、政治家。ロシア帝国陸軍中将。
ロシア皇帝アレクサンドル1世の侍従武官であり、アレクサンドルの治世当初、皇帝の「若き友人」の一人として、改革を企図し、アレクサンドルの即位直後、皇帝の非公式諮問機関である秘密委員会の結成を主導した。立憲制導入と農奴制廃止をロシア改革の二大問題として捉えたが、皇帝と委員会のメンバーの間には次第に溝が生じ、アレクサンドルのフランス接近を批判し、1807年に委員会は解消した。ナポレオン戦争では歩兵師団長として出征している。